# Uniunea Democrată Turcă din România
Uniunea Democrată Turcă din România este o formațiune politică a turcilor din România. La alegerile din 2016 UDTR a obținut un mandat de deputat. Deputatul acestei formațiuni este Iusein Ibram.

## Istoric
Uniunea Democrată Turcă Musulmană din România a fost fondată de cetățeni de etnie turcă și tătară din România în anul 1989. Din cauza unor neînțelegeri în cadrul comunității turce și tătare, la 1 februarie 1990, s-a luat hotărârea de separare a celor două etnii, formându-se astfel Uniunea Minoritară Etnică Turcă din România, care, după trei ani (21 decembrie 1993) a căpătat statut juridic, cu denumirea Uniunea Democrată Turcă din România.

## Program
Această organizație are ca obiectiv de bază exprimarea, protejarea și promovarea identității etno-culturale, lingvistice și religioase a membrilor săi:
- protecția identității etnice, în principal, limba, literatura, muzica, religia, tradițiile și valorile materiale proprii;
- ocrotirea așezămintelor și lăcașurilor de cultură proprii și care o reprezintă;
- întreținerea vestigiilor și monumentelor istorice și arhitectonice care îi oglindesc trecutul și permanența;
- exprimarea liberă a credinței religioase islamice;
- crearea unui sistem de protecție socială și dezvoltarea unor programe de asistență socială a membrilor săi;
- cultivarea și dezvoltarea relațiilor tradiționale de prietenie româno-turcă;
- promovarea imaginii turcilor de cetățenie română peste hotare.

## Președinți
- Șerif Ziadin – 1990-1991,
- Talip Revan – 1991-1994,
- Fedbi Osman – 1994-1997, 2004-prezent,
- Balgi Ruhan – 1997-2001,
- Asan Murat – 2001,
- Iusein Ibram – 2001,
- Ibram Nuredin – 2001-2004;

## Deputați
Comunitatea turcă este reprezentată în Parlament de către un deputat.
- Hogea Amet – 1990-1992,
- Rușid Fevzie – 1992-1996,
- Osman Fedbi – 1996-2000,
- Metin Cerchez – 2000-2004,
- Iusein Ibram – din 2004.

## Reprezentarea la nivel local
UDTR are în prezent un consilier în cadrul Consiliului Județean Constanța: dl. Fedbi Osman, un consilier municipiu Constanța: Ali Nurhan, și mai mulți consilieri locali.

## Însemne
Sigla Uniunii Democrate Turce din România este un glob pe care se află simbolul etniei turce (semiluna și steaua), fiind încadrat în partea de jos de două ramuri de măslin, simbolizând pacea. La baza globului se află denumirea Uniunii Democrate Turce din România, încadrată de tricolorul românesc, reprezentând sprijinul pe care statul român îl acordă etniei turce pentru păstrarea identității spiritual-cultural-religioase.